# Stazione di Imperia
La stazione di Imperia è una stazione ferroviaria posta sulla linea Genova-Ventimiglia. Serve la città di Imperia, sostituendo le due storiche stazioni di Imperia Oneglia e di Imperia Porto Maurizio.

## Storia
La stazione è stata attivata l'11 dicembre 2016, in contemporanea con il nuovo tracciato a doppio binario tra Andora e San Lorenzo.

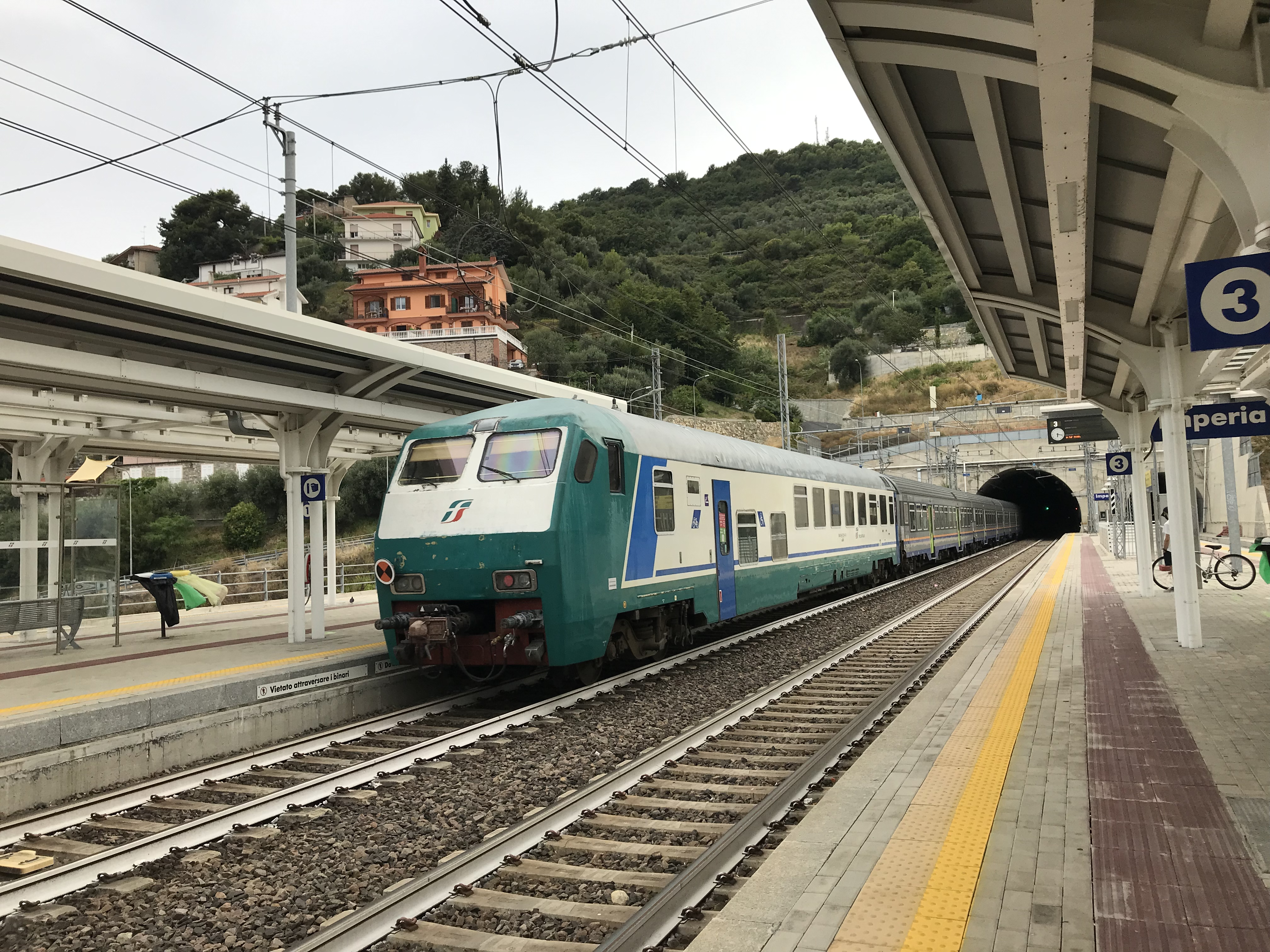
Semipilota UIC-X in partenza dalla stazione di Imperia

## Strutture e impianti
La stazione è composta su due piani: 
all'altezza del piano stradale (Argine destro) si trova la biglietteria (sia a sportello che automatica), i servizi igienici, un ascensore, la postazione della Polizia ferroviaria ed il parcheggio, invece sull'argine opposto si trovano due ulteriori biglietterie automatiche ed un altro ascensore;
nel piano superiore (sempre Argine destro) si trovano i distributori di snack e bevande, altri due ascensori e il collegamento ai quattro binari, stessa cosa la si trova sull'altro argine.

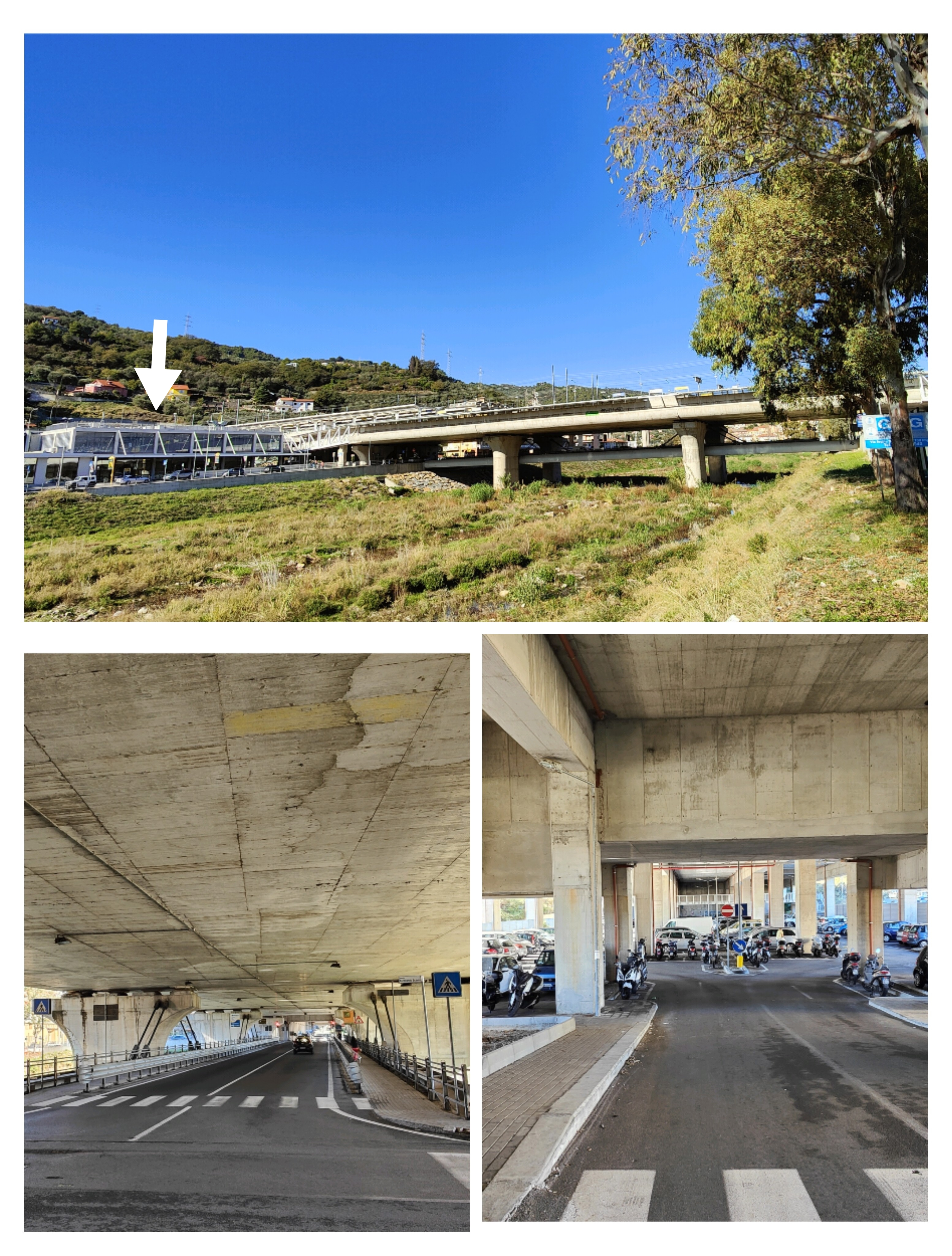
Il fabbricato della nuova stazione (indicato dalla freccia visto da v. Argine Sx, via Alterisio) con il viadotto sul torrente Impero e sotto il viadotto: via Argine Dx con parcheggi (foto nov. 2022)

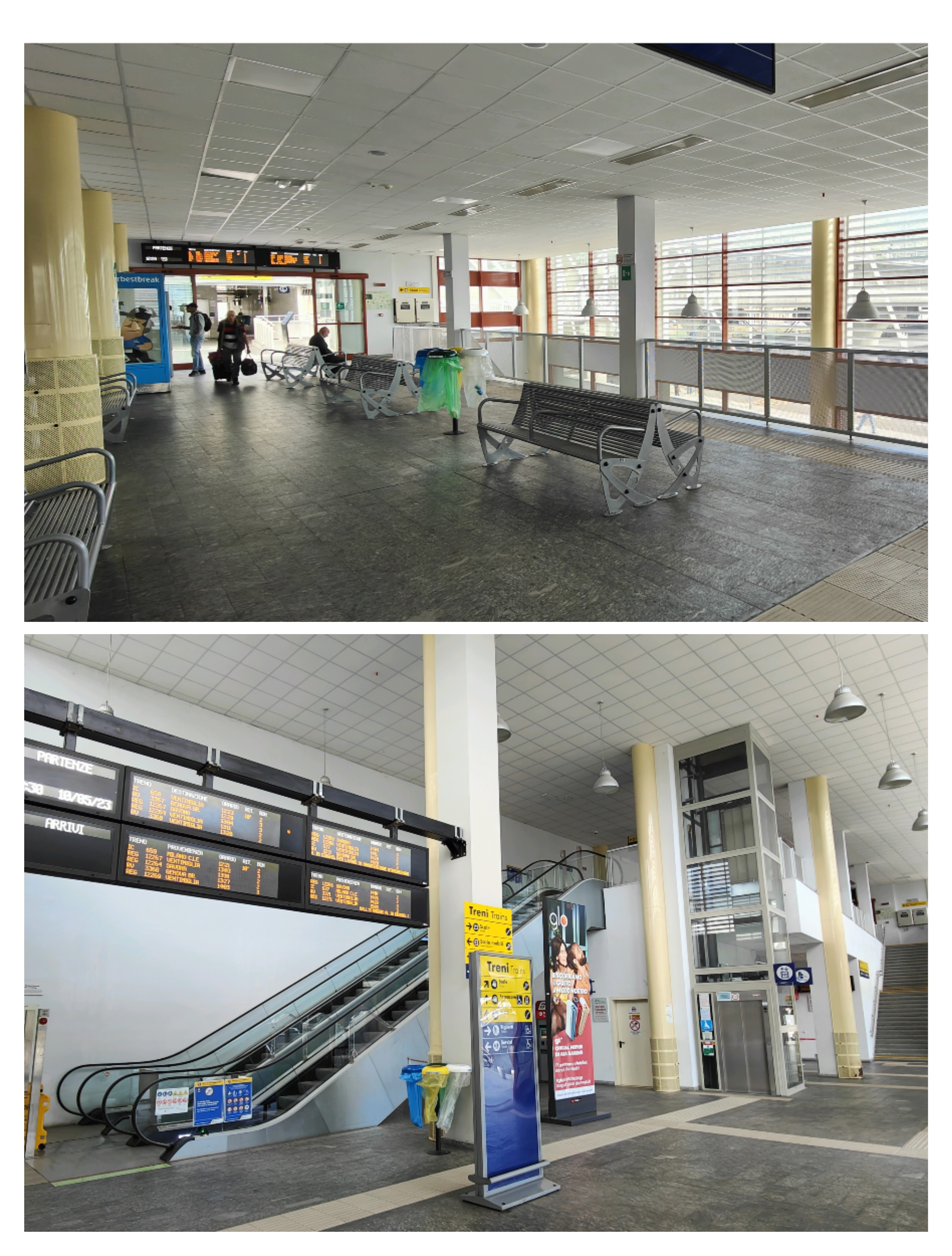
Sopra: sala aspetto e lato vs. binari; Sotto: ingresso lato strada e biglietteria

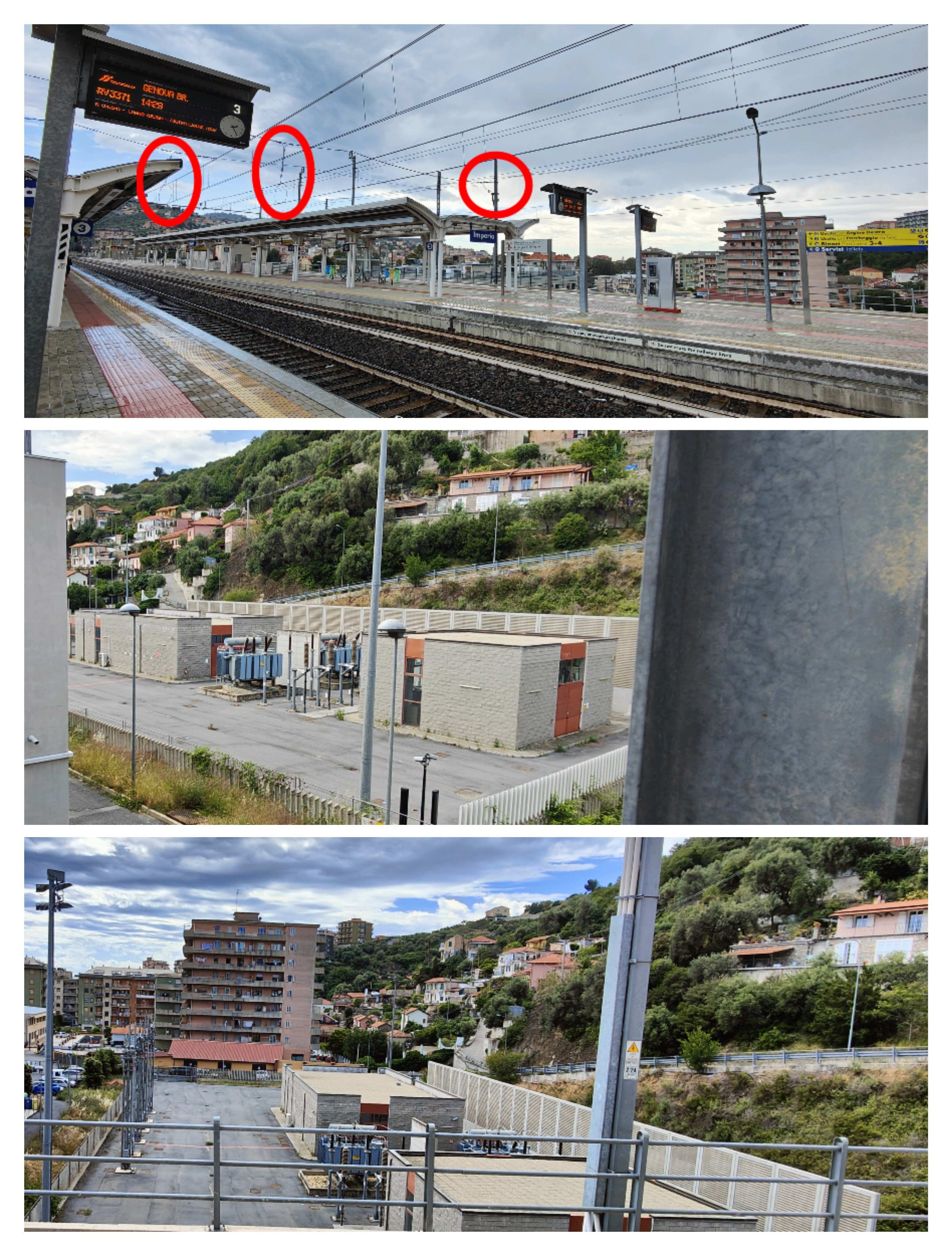
Sottostazione elettrica 3 kV c.c senza cavi esterni ma con il palo (in primo piano) che porta la corrente mediante le discese di alimentazione (nei cerchietti: foto in alto)

## Servizi
La stazione dispone di:
- Biglietteria a sportello
- Biglietteria automatica
- Sala d'attesa
- Distributori automatici di snack e bevande
- Accessibilità e assistenza per portatori di handicap
- Ascensori
- Servizi igienici
- Posto di Polizia ferroviaria
- Annuncio sonoro treni in arrivo e in partenza
- Parcheggio

## Interscambi
La stazione di Imperia è servita dalle linee di autobus urbani gestite da Riviera Trasporti.
- Fermata autobus
- Postazione taxi